# Максимовка (Приморский край)
Макси́мовка — село в Тернейском районе Приморского края.. Административный центр и единственный населённый пункт Максимовского сельского поселения.
Село Максимовка приравнено к районам Крайнего Севера.

## География
Село Максимовка находится на севере Приморского края, стоит на правом берегу реки Максимовка, до берега Японского моря около 3 км.
На север к селу Усть-Соболевка идёт дорога, расстояние около 32 км. Других дорог нет, только лесовозные.
Расстояние до посёлка Амгу по берегу моря около 35 км, до районного центра посёлка Терней по прямой около 170 км, до Владивостока по прямой около 600 км, а по морю более 700 км.

## История
До переименования в 1972 году село носило китайское название Кхуцин.

## Население
| 2002 | 2006 | 2010 | 2011 | 2012 | 2013 | 2014 |
| ---- | ---- | ---- | ---- | ---- | ---- | ---- |
| 252  | ↘240 | ↘217 | ↘216 | ↘202 | ↘199 | ↘192 |
| 2015 | 2016 | 2017 | 2018 | 2019 | 2020 |      |
| ↘180 | ↘179 | ↘167 | →167 | ↘155 | ↘154 |      |

## Улицы
| - ул. Колхозная, - ул. Лесная, | - ул. Пограничная, - ул. Самара. |

## Экономика
Предприятия, занимающиеся заготовкой леса.